# Godacze (Pułtusk)
Pour les articles homonymes, voir Godacze.
Godacze (prononciation : [ɡɔˈdat͡ʂɛ]) est un village polonais de la gmina de Świercze dans le powiat de Pułtusk de la voïvodie de Mazovie dans le centre-est de la Pologne.
Il se situe à environ 4 kilomètres au nord de Świercze (siège de la gmina), 21 kilomètres à l'ouest de Pułtusk (siège du powiat) et à 56 kilomètres au nord de Varsovie (capitale de la Pologne).

## Histoire
De 1975 à 1998, le village appartenait administrativement à la voïvodie de Ciechanów.